# Hypolimnas antelmei
Hypolimnas antelmei är en fjärilsart som beskrevs av Le Cerf 1928. Hypolimnas antelmei ingår i släktet Hypolimnas och familjen praktfjärilar. Inga underarter finns listade i Catalogue of Life.